# یوهان ریشتر
یوهان ریشتر (نروژی: Johan Richter) زاده ۱۲ نوامبر ۱۹۰۱ در لیر، نروژ؛ و مرگ به تاریخ ۱۳ ژوئن ۱۹۹۷م، در ۹۵ سالگی در اسلو، یک مهندس، نوآور فنی و مدیر صنایع نروژی - سوئدی بود.
یوهان ریشتر، از پیشگامان نوآوری در تولید سلولز بود و بخش عمده ای از صنایع نوین تولید کاغذ درجهان بر ایده‌های وی تکیه دارد. در طول زندگی خود، او افتخارات بزرگی کسب کرد و از جمله از سوی مؤسسه سلطنتی فناوری کی‌تی‌اچ دکترای افتخاری به وی تقدیم شد و در سال ۱۹۶۷م، نشان سنت اولاف دریافت کرد. همچنین وی عضو افتخاری آکادمی علوم فنی نروژ و انجمن فنی صنعت کاغذ بود.

## پیشینه
یوهان ریشتر سال ۱۹۰۱م، در جنوب شرقی نروژ به دنیا آمد اما خیلی زود خانواده اش به نارویک که شهری نزدیک به شمال نروژ است، نقل مکان کرد. یوهان که پدرش یک مهندس مکانیک بود کودکی و نوجوانی خود را در استان نوردلاند گذراند و همان‌جا نیز به مدرسه رفت. در سال ۱۹۱۹م، از مدرسه کلیسای جامع تروندهایم، دیپلم فنی دریافت کرد. سپس در مدرسه عالی فنی نروژ به تحصیل در رشته ماشین‌آلات صنعتی ادامه داد و در سال ۱۹۲۶م، مدرک مهندسی به دست آورد.

سپس به مدت ۳ سال در یک کارخانه ساخت ماشین و ابزار در فرانسه مشغول کارآموزی بود تا نهایتاً در سال ۱۹۲۹م، به نروژ بازگشت و به استخدام یک کارگاه فنی در اسلو درآمد. اما دیری نگذشت که به علت کسادی اقتصادی در سال ۱۹۳۲م، از کار بر کنار شد. تلاش برای یافتن شغل در دیگر کارخانه‌ها نیز کم نتیجه بود. هر چند که وی توانست اهل فن و صاحبان کارخانه‌ها را متقاعد کند که نظراتش ارزش آزمایش دارند. افرادی که از وی و نظراتش در توسعه صنایع تولید سلولز و خمیر کاغذ پشتیبانی کردند، هرگز از تصمیم خود پشیمان نشدند. اولین اختراع یوهان ریشتر و دوستانش در سال۱۹۳۴م، به ثبت رسید و به زودی به بازارهای جهانی در آمریکا، اروپا و آسیا راه یافت. درآمد حاصل از این موفقیت، یوهان ریشتر را قادر ساخت تا ایده‌هایش را دنبال کند و در سال ۱۹۳۹م، وی شروع به طراحی قطعاتی در صنعت کاغذسازی کرد که نتیجه آنها ۲۰ سال بعد به ثمر نشست. یکی از خصوصیات ممتاز ریشتر آن بود که هرگز به تست‌های پیش از فروش اکتفا نمی‌کرد و تحقیقات خود را در میدان واقعی کارخانه‌ها ادامه می‌داد.
در سال ۱۹۵۸م، یوهان ریشتر از سمت مدیریت کارخانه، خود را بازنشسته کرد تا با همسر خود به فرانسه نقل مکان کند. او تصمیم گرفته بود که از آن پس وقت خود را تنها صرف طراحی و ساخت قطعات فنی کند و امور مدیریت را به دیگران بسپارد. در سال ۱۹۸۰م، او به نروژ بازگشت و در اسلو ساکن شد. آخرین اختراع وی در سال ۱۹۹۳م، هنگامی که وی ۹۲ سال داشت، به ثبت رسید. همچنین او به ورزش اسکی علاقه داشت و عنوان‌ هایی نیز کسب کرده بود. یوهان ریشتر حتی تا چند ماه پیش از مرگش در سال ۱۹۹۷م، به عنوان سخنران در گردهمایی علمی و صنعتی مشارکت فعال داشت. وی در طول زندگی خود افتخارات بزرگی کسب کرد و از جمله از سوی مؤسسه سلطنتی فناوری کی‌تی‌اچ دکترای افتخاری به وی تقدیم شد و در سال ۱۹۶۷م، نشان سنت اولاف دریافت کرد. همچنین یوهان ریشتر عضو افتخاری آکادمی علوم فنی نروژ و انجمن فنی صنعت کاغذ بود.